# Episodi di Cinema Insomnia
Questa è la lista degli episodi della serie televisiva Cinema Insomnia.

## Elenco degli episodi
Gli episodi vengono suddivisi in 18 stagioni.

### Stagione 1
- Santa Fe
- Casablanca Express
- Captured
- The Seventh Seal
- Made for Each Other
- The Terror
- Royal Wedding
- The Wraith
- The Fear Inside
- The Dark Side of the Sun
- My Favorite Brunette
- The Southerner
- Sundown
- Captain Kidd
- Linda
- Deadly Heroes
- Scarlet Street
- They Made Me a Criminal

### Stagione 2
- The She Creature
- Invasion of the Neptune Men
- Prince of Space
- Attack of the Giant Leeches
- Night of the Living Dead
- Halloween Special with Bob Wilkins
- Carnival of Souls
- Gigantis the Fire Monster
- The Scarlet Pimpernel
- The Brain That Wouldn't Die
- Captain Kidd
- First Spaceship on Venus
- My Favorite Brunette
- Voyage to the Prehistoric Planet
- The Seventh Seal
- The Terror
- They Made Me a Criminal

### Stagione 3
- The Horror of Party Beach
- Star Crash
- Bigfoot: Mysterious Monster
- Prince of Space
- The Day the Earth Caught Fire
- Dick Tracy Meets Gruesome
- Santo vs. The Vampire Women
- Super Wheels
- The Wasp Woman
- Demons
- The Day Time Ended
- Godzilla vs. the Smog Monster
- Carnival of Souls
- Creature
- First Spaceship on Venus
- The She Creature
- Scrooge
- In Search of Ancient Astronauts
- Gamera: Super Monster
- Super Argo
- A Bucket of Blood
- Devil Doll
- Voyage to the Prehistoric Planet
- Monster from a Prehistoric Planet
- Invasion of the Neptune Men
- Gigantis the Fire Monster
- The Brain That Wouldn't Die
- Night of the Living Dead

### Stagiome 4
- The Last Man on Earth
- Frankenstein vs. the Creature from Blood Cove
- The Day of the Triffids
- House on Haunted Hill
- Santa Claus Conquers the Martians

### Stagione 5
- The Visitor
- The Crawling Eye
- Eegah!
- Infra-Man
- Attack of the Giant Leeches
- Killers from Space
- The Giant Gila Monster
- Plan 9 from Outer Space / Hardware Wars
- Nightmare in Blood

### Stagione 6
- Mark of the Damned
- The Little Shop of Horrors[2]
- The Undertaker and His Pals

### Stagione 7
- Venus Flytrap[3]

### Stagione 1 OSI
- The Screaming Skull
- Weng Weng, The Impossible Kid
- I Bury the Living
- Horror Hotel
- Amazing Transparent Man
- Nightmare Castle
- The Bat
- Horrors of Spider Island
- Midget Zombie Takeover
- War of the Planets
- Maxwell Stein
- Bucket of Blood
- Undertaker & His Pals
- The Atomic Brain
- The Wraith

### Stagione 2 OSI
- Battle of the Worlds
- Little Shop of Horrors Holiday Special
- The Original Pilot: They Made Me a Criminal
- Starcrash
- Prisoners of the Lost Universe
- Gigantis: The Fire Monster
- Gamera: Super Monster
- Prince of Space
- Invasion of the Neptune Men
- The Horror of Party Beach
- Night of the Living Dead
- Superwheels: Supersized Edition
- Carnival of Souls
- Monster From a Prehistoric Planet
- The Day the Earth Caught Fire
- Dark Side of the Sun
- Creature
- Vampire Hunter's Club
- You Better Watch Out: Cinema Insomnia's Scary Merry Christmas Special
- Captain Kidd
- Scarlet Pimpernel